# Callispa cruentomarginata
Callispa cruentomarginata là một loài bọ cánh cứng trong họ Chrysomelidae. Loài này được Schöller miêu tả khoa học năm 2007.